# جيوفري هوب
جيوفري هوب (بالإنجليزية: Geoffrey Hoppe)‏ هو رائد أعمال أمريكي، ولد في 26 أغسطس 1955 في أبلتون في الولايات المتحدة.